# Kočičí oko (beryl)

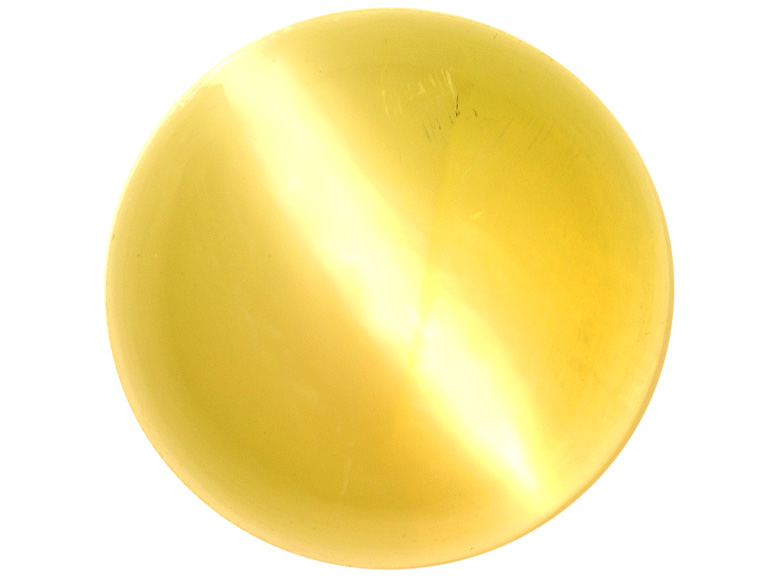
Kočičí oko

Kočičí oko je název pro chrysoberyl, odrůdu minerálu ze skupiny křemičitanů. Je tmavě hnědé až medové barvy, ve šperkařství se někdy barví, takže se vyskytuje i v jiných barevných odstínech (modrá, červená).
Jedná se o drahý kámen, který spolu s alexandritem patří do odrůdy berylů. Ověření: třením s prubířským kamenem zvyšuje svůj třpyt.
Říká se, že odstraňuje bídu a navrací zpět bohatství, léčí nemoci, chrání před nepřáteli a neočekávanými nehodami, ve šperku působí proti epilepsii, posedlosti, černé magii, čarodějnictví a jedovatým tvorům.